# Legionella adelaidensis
Espèce
Legionella adelaidensis est une des espèces du genre de bactéries Legionella isolée en Australie-Méridionale. Ce sont des bacilles à Gram négatif de la famille des Legionellaceae faisant partie de l'embranchement des Pseudomonadota. Elle a été isolée dans une Tour aéroréfrigérante.

## Historique
Legionella adelaidensis est une bactérie décrite en 1991 sur la base d'une souche isolée en Australie. Cette souche, devenue souche type a été isolée d'un prélèvement provenant d'une tour aéroréfrigérante d'un système d'air conditionné à Adélaïde (Australie) en Australie-Méridionale.

## Taxonomie

### Étymologie
L'étymologie de cette espèce Legionella adelaidensis est la suivante : a.de.lai.den’sis N.L. masc./fem. adj. adelaidensis, appartenant à Adélaïde, la ville où a été isolée la souche type de cette espèce,. Le nouveau nom a été validé également en 1991 par l'ICSP et publié dans la liste de validation no 39 des noms de bactéries.

### Phylogénie
Les analyses d'hybridations ADN-ADN de la souche 1762-AUS-E avec 28 espèces déjà décrites avant sa publication ont montré que la souche ne présente pas plus de 31 %  d'hybridations avec celles-ci et constitue donc une espèce différente.

## Description

### Caractéristiques
Legionella adelaidensis est une bactérie aérobie à Gram négatif. C'est un bacille mobile avec un unique flagelle polaire. Cette bactérie est capable de croître sur milieu BCYEα et nécessite des milieux supplémentés en L-cystéine pour sa culture. Ses tests biochimiques se révèlent positifs pour les activités gélatinase, catalase et négatifs pour les activités oxydase, uréase, hydrolyse de l'hippurate, β-lactamase et production d'acides à partir de D-Glucose.
Pour les tests sérologiques, les antisérums préparés contre la souche type se révèlent négatifs avec les antigènes des autres Legionella déjà décrites en 1991.
Le contenu en GC (Guanine-plus-cytosine) de cette espèce se situe à 40 %.
Son profil d'acides gras comprend de acides gras iso-C14h, n-C20h, n-C14h pour les acides gras 3-Hydoxy, et des n-C16:1, n-C16:0, anteiso-C15:0 et des iso-C156:0 pour les non-hydroxy. Son profil d'ubiquinones est surtout composé de quinones Q11 pour 64 % de sa composition puis de Q10 pour 25 %, Q12 (9 %) et enfin Q9 (1 %).
Contrairement à d'autres espèces de Legionella, L. adelaidensis n'autofluoresce pas.

### Souche type
La souche type de l'espèce Legionella adelaidensis est la souche 1762-AUS-E qui porte les identifiants ATCC 49625, CCUG 31231, CCUG 31231 A, CIP 103645, DSM 19888 et NCTC 12735 dans différentes banques de cultures bactériennes,.

## Habitat
L'espèce Legionella adelaidensis est une espèce de bactérie dont la souche type, 1762-AUS-E a été isolée d'un échantillon d'eau d'une tour aéroréfrigérante.